# Алесандро Ђентиле
Алесандро Ђентиле (итал. Alessandro Gentile; Мадалони, 12. новембар 1992) је италијански кошаркаш. Игра на позицијама бека и крила. Син је бившег дугогодишњег италијанског репрезентативца Фердинанда Ђентилеа.

## Клупска каријера
Попут свога оца и Алесандро је почео да тренира кошарку. Прве сениорске године је провео у Бенетону. Међутим због финансијских проблема у овом клубу након две године сели се у Милано, у екипу Олимпије, са којом потписује четворогодишњи уговор. Са Миланом је био редован учесник Евролиге, а 2014. године стиже и до титуле шампиона Италије. Након истека четворогодишњег уговора одлучује се да продужи сарадњу са Миланом и поред понуда других познатих клубова Европе, попут Барселоне.
Почетком децембра 2016. напустио је Милано, а средином истог месеца је позајмљен Панатинаикосу до краја сезоне. Са њима је освојио Куп Грчке за 2017. годину. Ипак, у дресу грчког клуба се задржао само до марта 2017. када је клуб раскинуо сарадњу са њим.
Почетком априла 2017. прикључио се екипи Хапоела из Јерусалима за коју је наступао до краја те сезоне. Дана 18. јула 2017. године потписао је једногодишњи уговор са Виртусом из Болоње. Дана 30. октобра 2018. године потписао је једногодишњи уговор са Естудијантесом.
У септембру 2019. се вратио у италијанску кошарку и потписао двогодишњи уговор са Трентом. У дресу Трента је током сезоне 2019/20, која је прекинута због пандемије корона вируса, одиграо 33 утакмице у италијанском првенству и Еврокупу, уз просек од 14,6 поена, 4,2 скока и 2,6 асистенција. Иако је имао још годину дана уговора са Трентом, Ђентиле је у јулу 2020. споразумно раскинуо сарадњу са клубом.
Крајем септембра 2020. је по други пут у каријери потписао за шпански Естудијантес. За сезону 2021/22. је потписао уговор са Варезеом.

## Репрезентација
Био је члан свих репрезентативних селекција Италије. Са младом репрезентацијом је освојио сребрну медаљу на Европском првенству 2011. године у Шпанији.
Са сениорском репрезентацијом Италије је играо на Европским првенствима 2013. и 2015. као и на Светском првенству 2019. године.

## Успеси

### Клупски
- Олимпија Милано:
  - Првенство Италије (2): 2013/14, 2015/16.
  - Куп Италије (1): 2016.
  - Суперкуп Италије (1): 2016.
- Панатинаикос:
  - Куп Грчке (1): 2017.

### Репрезентативни
- Европско првенство до 20 година:  2011.

### Појединачни
- Најкориснији играч финала Првенства Италије (1): 2013/14.
- Учесник Ол-стар утакмице Првенства Италије (2): 2011, 2012.

## Статистика
Напомена: Евролига није једино такмичење у којем је играч учествовао, играо је и у домаћим такмичењима

### Евролига
| Сезона   | Екипа  | ОУ | СУ | МПУ  | ПШ%  | 3П%  | СБ%   | СПУ | АПУ | УПУ | БПУ | ППУ  | ИПУ  |
| -------- | ------ | -- | -- | ---- | ---- | ---- | ----- | --- | --- | --- | --- | ---- | ---- |
| 2011–12  | Милано | 7  | 5  | 17.5 | .286 | .267 | 1.000 | 1.9 | 1.1 | .1  | .3  | 4.6  | .4   |
| 2012–13  | Милано | 8  | 0  | 12.5 | .439 | .400 | .800  | 1.4 | .9  | .4  | .3  | 6.3  | 3.5  |
| 2013–14  | Милано | 21 | 16 | 25.0 | .443 | .333 | .641  | 2.4 | 2.3 | .8  | .1  | 11.4 | 8.6  |
| 2014–15  | Милано | 20 | 16 | 27.5 | .429 | .306 | .777  | 3.0 | 2.5 | .7  | .0  | 14.3 | 11.5 |
| Каријера |        | 56 | 37 | 23.2 | .424 | .323 | .733  | 2.4 | 2.0 | .6  | .1  | 8.9  | 7.9  |